# Inmigración irregular en México
La inmigración ilegal en México ha ocurrido en varios momentos a lo largo de la historia de ese país, especialmente en la década de 1830 y desde la década de 1970. Aunque el número de deportaciones está disminuyendo con 61,034 casos registrados en 2011, el gobierno mexicano documentó más de 200,000 cruces fronterizos ilegales en 2004 y 2005. La mayor fuente de inmigrantes ilegales en México son provenientes de países centroamericanos como Guatemala, Haití, Honduras, El Salvador, y africanos como la República Democrática del Congo, Camerún, Guinea, Ghana, Nigeria y Kenia. El grupo más grande de inmigrantes en México es el de Estados Unidos con 1.5 millones de ciudadanos, muchos de los cuales se quedan más allá de lo estipulado en sus visas.

## Por país de origen

### Cuba
La inmigración ilegal desde Cuba a través de Cancún se triplicó entre 2004 y 2006.

### Estados Unidos
El gobierno mexicano ha sido acusado de hipocresía en términos de inmigración ilegal por criticar al gobierno de los Estados Unidos por su trato a los inmigrantes ilegales, ya que las leyes mexicanas son considerablemente más duras.

### Guatemala
En 2006, Joseph Contreras describió el problema de los inmigrantes guatemaltecos que ingresan ilegalmente al vecino del norte para la revista Newsweek y afirmó que el presidente mexicano Vicente Fox instó a los Estados Unidos a otorgar residencia legal a millones de inmigrantes mexicanos indocumentados, pero México había otorgado estatus legal solo a 15.000 inmigrantes indocumentados. Además, Contreras descubrió que en las fincas cafetaleras del estado mexicano de Chiapas «40.000 trabajadores guatemaltecos soportan trabajos agotadores y condiciones de vida miserables para ganar aproximadamente [US]$ 3,50 por día», y algunos agricultores incluso deducen el costo del alojamiento y la comida de esa cantidad.
El Instituto Nacional de Migración estimó que 400.235 personas cruzaron ilegalmente la frontera entre Guatemala y México cada año y que alrededor de 150.000 de ellas usaron al país como puente al tener la intención de ingresar a Estados Unidos. La inmigración ilegal procedente de los vecinos del sur de México está resultando un tema delicado tanto para el gobierno como la sociedad en general. Amnistía Internacional indicaba que el 60% de las mujeres migrantes son agredidas sexualmente en tránsito.

## Opinión pública
Una encuesta de 2019 patrocinada por The Washington Post y el periódico mexicano Reforma recopiló información sobre la opinión pública sobre la inmigración ilegal a México. Se llevó a cabo del 9 al 14 de julio de 2019 a 1,200 adultos mexicanos de todo el país en 100 distritos electorales mediante entrevistas cara a cara. Según la encuesta, los mexicanos están profundamente frustrados con los inmigrantes ilegales después de un año de aumento de la migración a través de su país desde Centroamérica. La encuesta demuestra que sólo el 7% de los mexicanos piensa que el país debería proporcionar residencia a los inmigrantes centroamericanos. Sin embargo, el 55% dice que los inmigrantes ilegales deberían ser deportados a sus países de origen. Los hallazgos refutan la percepción de que los mexicanos apoyan la afluencia de centroamericanos. En cambio, los resultados de los datos sugieren que los mexicanos se oponen a los migrantes que atraviesan su país, un sentimiento que fue compartido por numerosos partidarios del presidente estadounidense Donald Trump. La encuesta encontró que más de 6 de cada 10 mexicanos piensan que los migrantes representan una carga para su país porque ocupan empleos y beneficios que deberían pertenecer a los connacionales.
En julio de 2019, los gobernadores de los estados de Nuevo León, Coahuila y Tamaulipas firmaron una declaración anunciando que no podían aceptar más migrantes. El entonces gobernador coahuilense Miguel Riquelme Solís afirmó: «La cantidad [de migrantes] de la que habla el gobierno federal es imposible de abordar para nosotros». Los guatemaltecos fueron el grupo más grande de migrantes detenidos en la frontera de los Estados Unidos en 2019. Esa sería la primera vez en la historia moderna que los mexicanos no constituyen el grupo de migrantes más grande por nacionalidad.
La encuesta encontró que sólo el 2% de los mexicanos consideraba que la inmigración era el problema más importante de su país, y el 55% afirmó que era la inseguridad. Otro 9% mencionó la corrupción, lo mismo mencionó el desempleo, el 7% mencionó la economía y el 4% afirmó que la pobreza, los mismos pensando que los problemas políticos y sociales eran las principales preocupaciones de México.